# Притула Ігор Михайлович
Притула Ігор Михайлович (нар. 1959) — український фізик, доктор фізико-математичних наук, професор, академік НАН України.

## Життєпис
Народився 1959 році.
В 1981 р. закінчив фізичний факультет Харківського державного університету ім. О. М. Горького за спеціальністю «фізик».
В 1992 р. захистив кандидатську дисертацію («теплофізика і молекулярна фізика», «оптика»), в 2012 р. — докторську («фізика напівпровідників та діелектриків»), старший науковий співробітник («фізика твердого тіла») — 1999 р.
В 1981—1992 рр. працював у Фізико-технічному інституті низьких температур ім. Б. І. Вєркіна НАН України (інженер, старший інженер, молодший науковий співробітник та науковий співробітник).
З 1993 р. — співробітник Інституту монокристалів НАН України (старший науковий співробітник, учений секретар Інституту монокристалів НАН України, учений секретар НТК «Інститут монокристалів» НАН України, провідний науковий співробітник, завідувач лабораторії, завідувач відділу, професор, з 2015 р. — директор ІМК НАН України), чл.-кор. НАН України -2018 р., академік НАН України - 2024 р.
Область наукових інтересів І. М. Притули охоплює широке коло проблем фізики твердого тіла, матеріалознавства і технологій вирощування монокристалів. Йому належить визначальний внесок у розвиток декількох напрямків в цій комплексній галузі, зокрема, розроблено принципи створення нових змішаних нелінійно-оптичних (НО) і сцинтиляційних монокристалів на основі складних комбінацій неорганічних фосфатних монокристалів KDP та ADP з органічними і неорганічними домішками. Показано і доведено на практиці, що змішані монокристали на основі традиційних фосфатних НО монокристалів з інкорпорованими наночастинками металлооксидів дозволяють суттєво зменшити поріг і підвищити ефективність нелінійно-оптичного відгуку у видимому і ближньому ІЧ діапазонах (Премія НАН України ім. І. М. Францевича у галузі матеріалознавства 2009 р.).
Під науковим керівництвом І. М. Притули розвинені нові методичні засади технології одержання інших кристалічних середовищ поліфункціонального призначення. Серед них — монокристали фосфатної групи, що активовані рідкісноземельними елементами для детектування змішаних нейтрон-гамма полів, органічні монокристали та монокристали складних галатів срібла високою здатністю до генерації вищих гармонік лазерного випромінювання для створення джерел терагерцового діапазону у новітніх засобах інспекційного контролю, неруйнівної діагностики матеріалів, медичної голографії і томографії. Розроблено низку високоефективних активних лазерних композитів для ближнього ІЧ діапазону на основі мезопористого кремнезему, що містить органічні барвники.

## Науковий доробок
І. М. Притулою здобуті пріоритетні наукові результати, які стосуються визначення механізмів формування структурних дефектів у кристалах групи KDP, механізмів інкорпорування в ці кристали наночастинок металооксидів та молекул органічних барвників, встановлення закономірностей радіаційно-індукованих змін електронних властивостей кристалів, виявлення особливостей структури, оптичних, нелінійно-оптичних властивостей композитних систем. Ці результати увійшли у цикл робіт, нагороджений Державною премією України в галузі науки і техніки 2015 р.
І. М. Притула опублікував більш ніж 200 наукових праць, в тому числі у провідних міжнародних журналах (Optical Materials, Materials Science and Engineering: A, Journal of Crystal Growth, Journal of Non-Crystalline Solids, J. of Physics and Chemistry of Solids, Laser Physics Letters, Optics Communications та ін.), 5 монографій та глави у колективних монографіях, зокрема, у видавництвах Springer, Elsevier, одержав 7 патентів України.